# Spencerville (Nowa Zelandia)
Spencerville – miasto w Nowej Zelandii, na Wyspie Południowej, w regionie Canterbury.